# Kyohei Oyama
Kyohei Oyama (大山 恭平 Oyama Kyohei?, nacido el 22 de mayo de 1989 en Fukuoka) es un exfutbolista japonés. Jugaba de delantero y su último club fue el Renofa Yamaguchi FC de Japón.

## Trayectoria

### Clubes
| Club                | País  | Año         |
| ------------------- | ----- | ----------- |
| Avispa Fukuoka      | Japón | 2008 - 2010 |
| Renofa Yamaguchi FC | Japón | 2012 - 2013 |